# Caupolicana wilsoni
Caupolicana wilsoni är en biart som beskrevs av Reed 1947. Caupolicana wilsoni ingår i släktet Caupolicana och familjen korttungebin. Inga underarter finns listade.